# Ambalabe (Antalaha)
Pour les articles homonymes, voir Ambalabe.
Ambalabe est une commune rurale malgache, située dans la partie sud-est de la région de Sava.